# Сарумэзерс
Са́румэзерс или Са́рума (латыш. Sārumezers, Sāruma ezers) — озеро в Страупской волости Паргауйского края Латвии. Относится к бассейну Гауи.
Площадь водной поверхности — 189,1 га. Наибольшая глубина — 6 м, средняя — 2,3 м.